# Col du Nufenen
Pour les articles homonymes, voir Nufenen.
Le col du Nufenen (en allemand : Nufenenpass, en italien : passo della Novena) est un col alpin routier des Alpes suisses. La route va d’Ulrichen, dans le canton du Valais, à Airolo, dans le canton du Tessin. Elle est longue de 38 km. Le col est situé à 2 478 mètres, ce qui en fait le deuxième plus haut col routier des Alpes suisses (le plus haut entièrement goudronné jusqu'en 2015, alors que le col de l'Umbrail présentait une section non asphaltée de 1,5 km côté suisse). La route actuelle a été construite entre 1964 et 1969.
La descente vers Airolo sur le versant tessinois emprunte le val Bedretto.

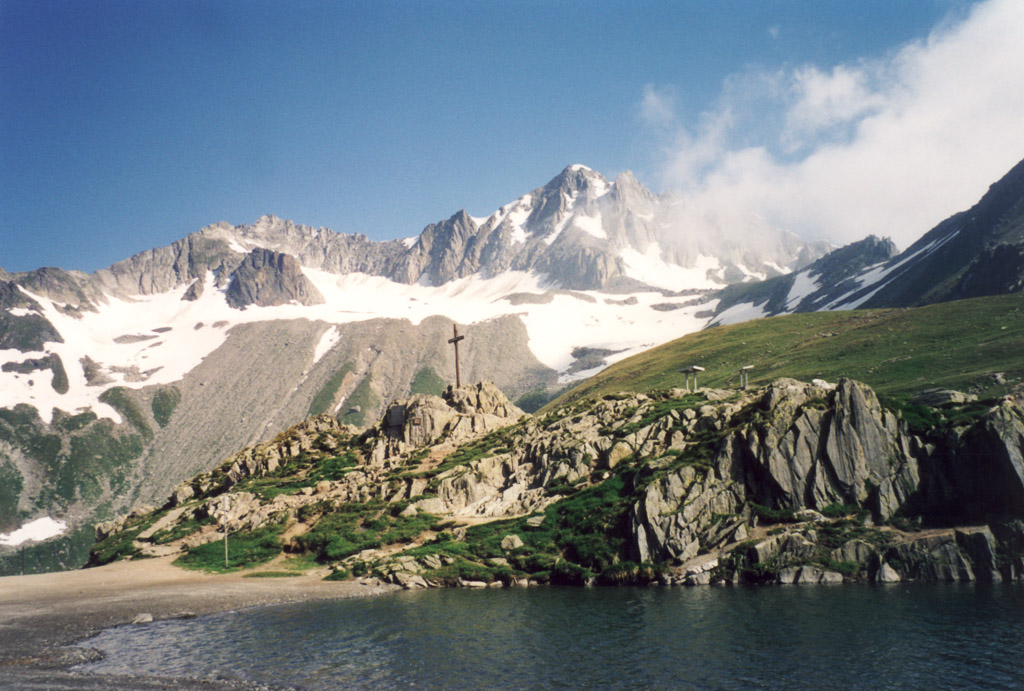
Vue du col du Nufenen.
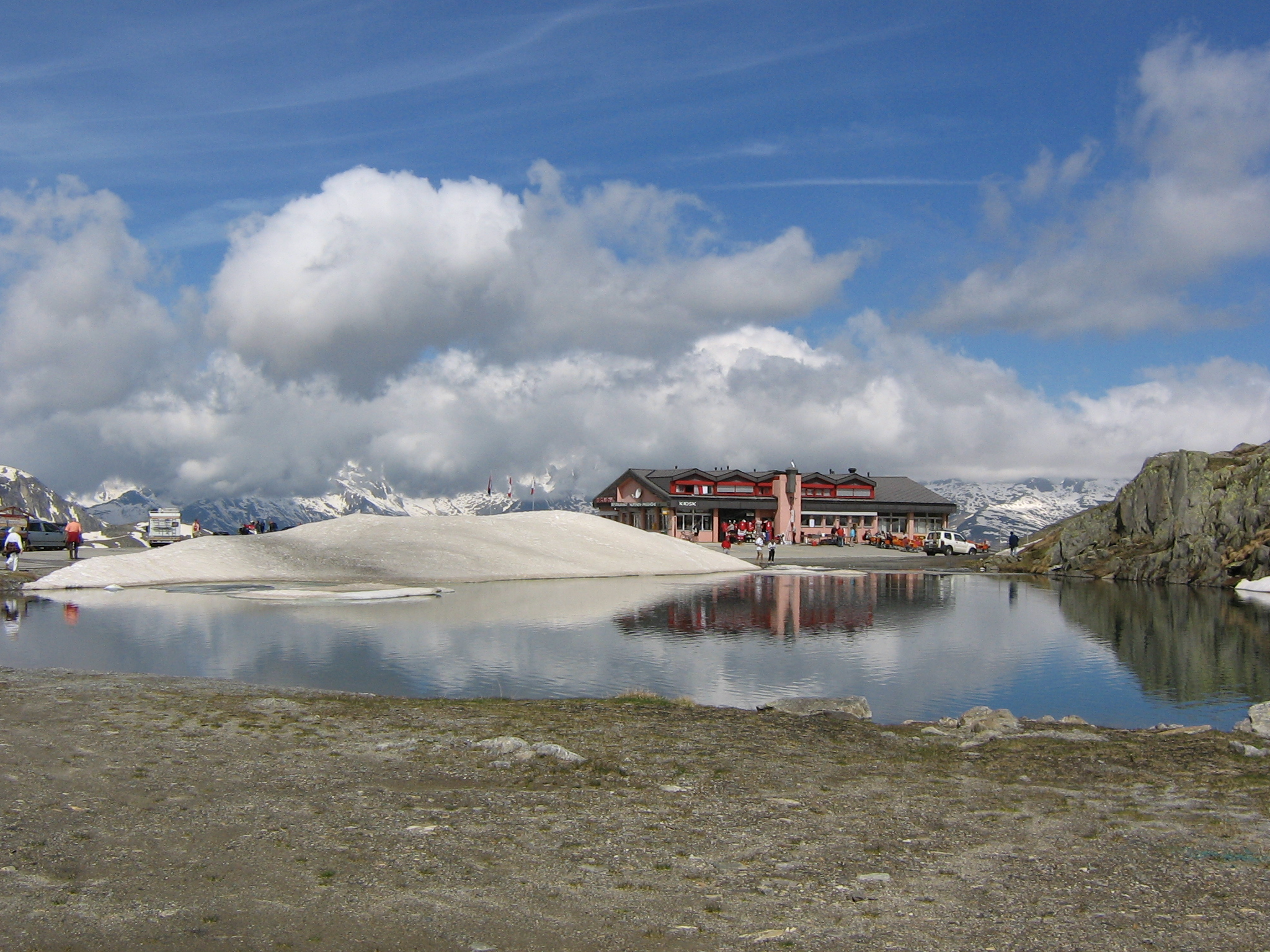
Vue du col du Nufenen.
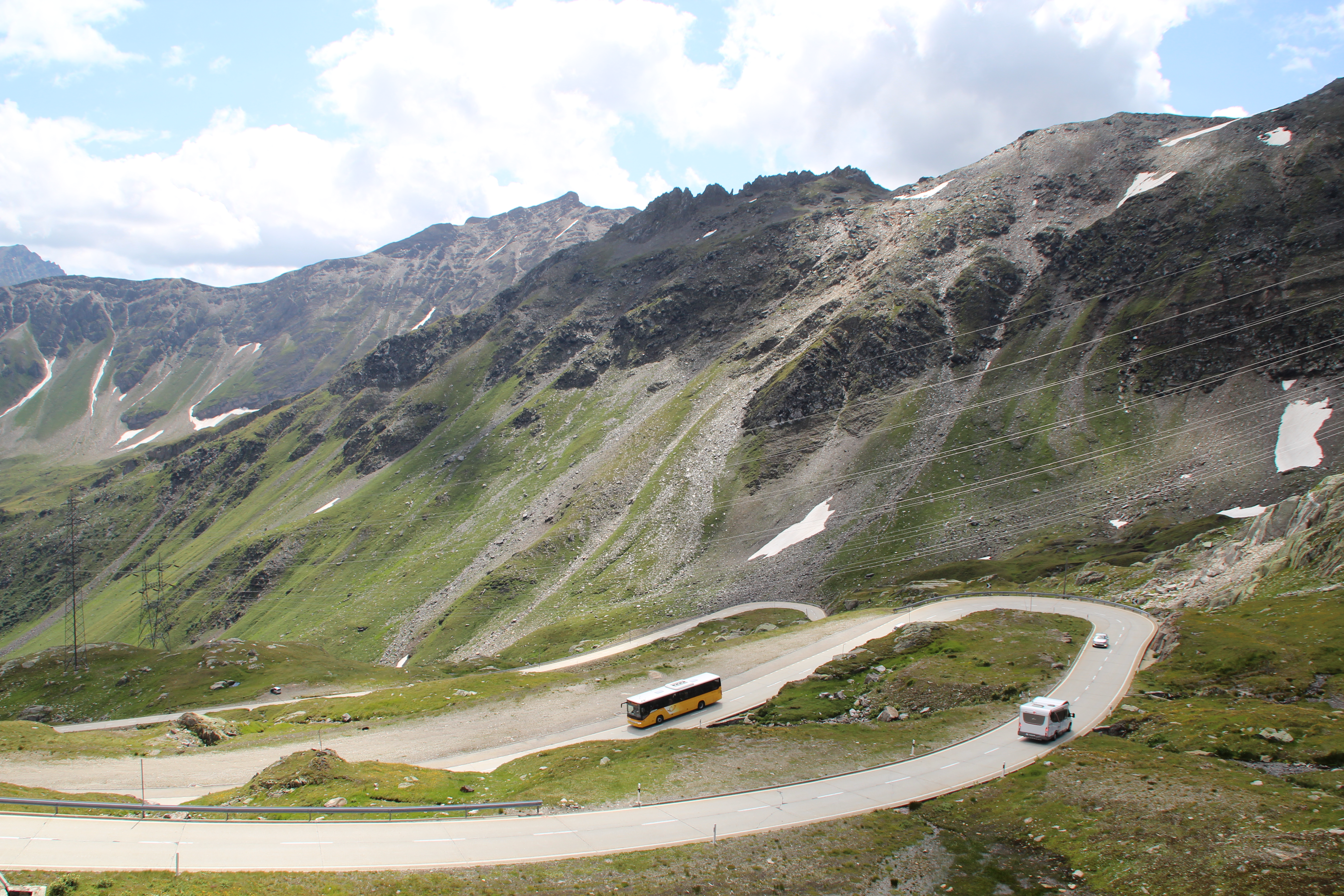
Route sur le versant valaisan.
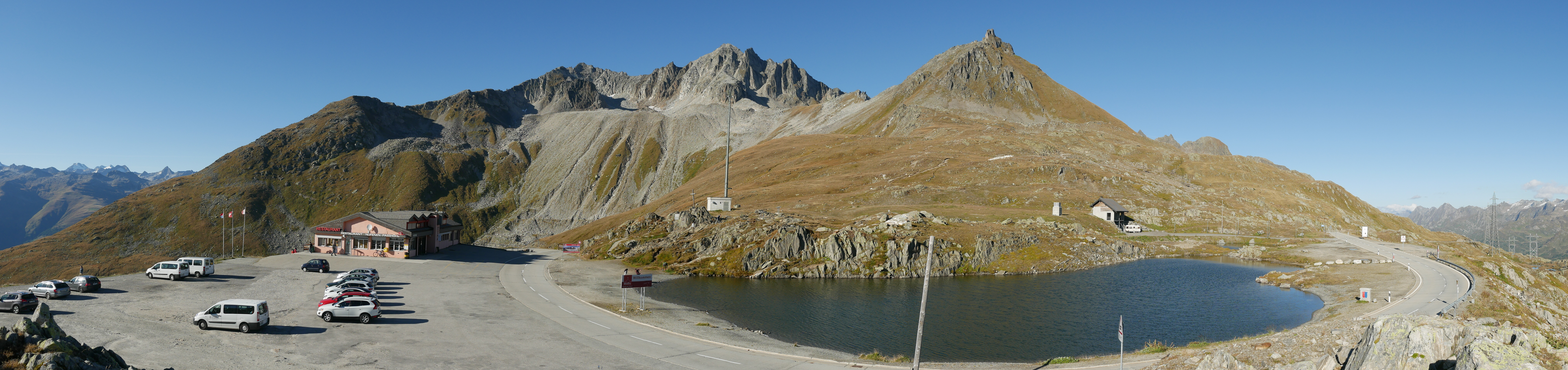
Panorama du col du Nufenen.

## Cyclisme
Ce col est parfois franchi sur le Tour de Suisse. Voici quelques-uns de ses derniers passages :
| Année | Étape | Versant | Catégorie | 1er au sommet    |
| ----- | ----- | ------- | --------- | ---------------- |
| 2001  | 7     |         | HC        | Stefano Garzelli |
| 2008  | 6     |         | HC        | Maxim Iglinski   |
| 2013  | 2     |         | HC        |                  |
| 2019  | 9     | Ouest   | HC        | Hugh Carthy      |
| 2021  | 6     |         | HC        |                  |
| 2022  | 6     | Est     | HC        | Quinn Simmons    |